# Редерсгайм-Гронау
Редерсгайм-Гронау (нім. Rödersheim-Gronau) — громада в Німеччині, розташована в землі Рейнланд-Пфальц. Входить до складу району Рейн-Пфальц. Складова частина об'єднання громад Даннштадт-Шауернгайм.
Площа — 8 км2. Населення становить 2898 ос. (станом на 31 грудня 2020).

## Галерея

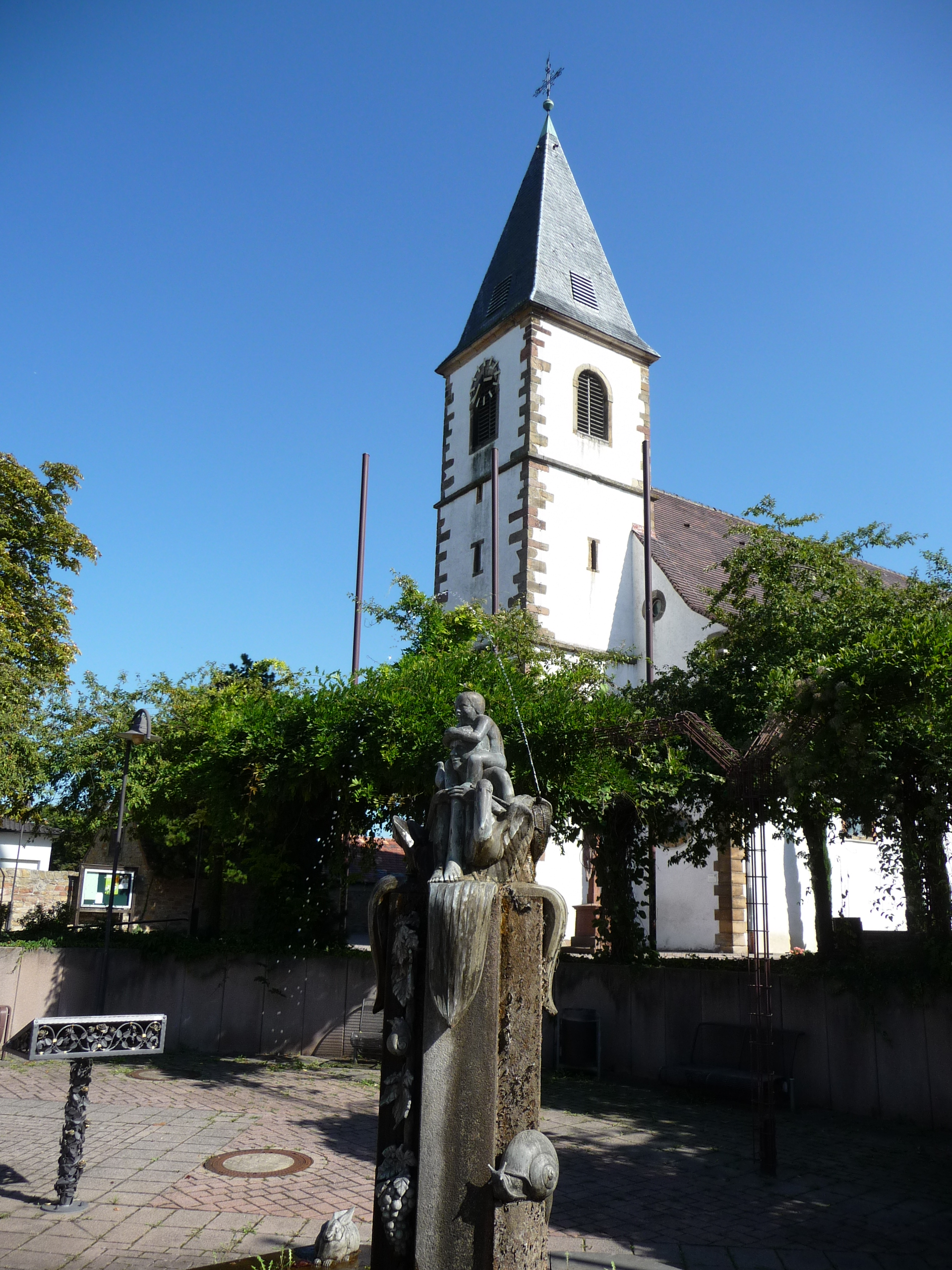
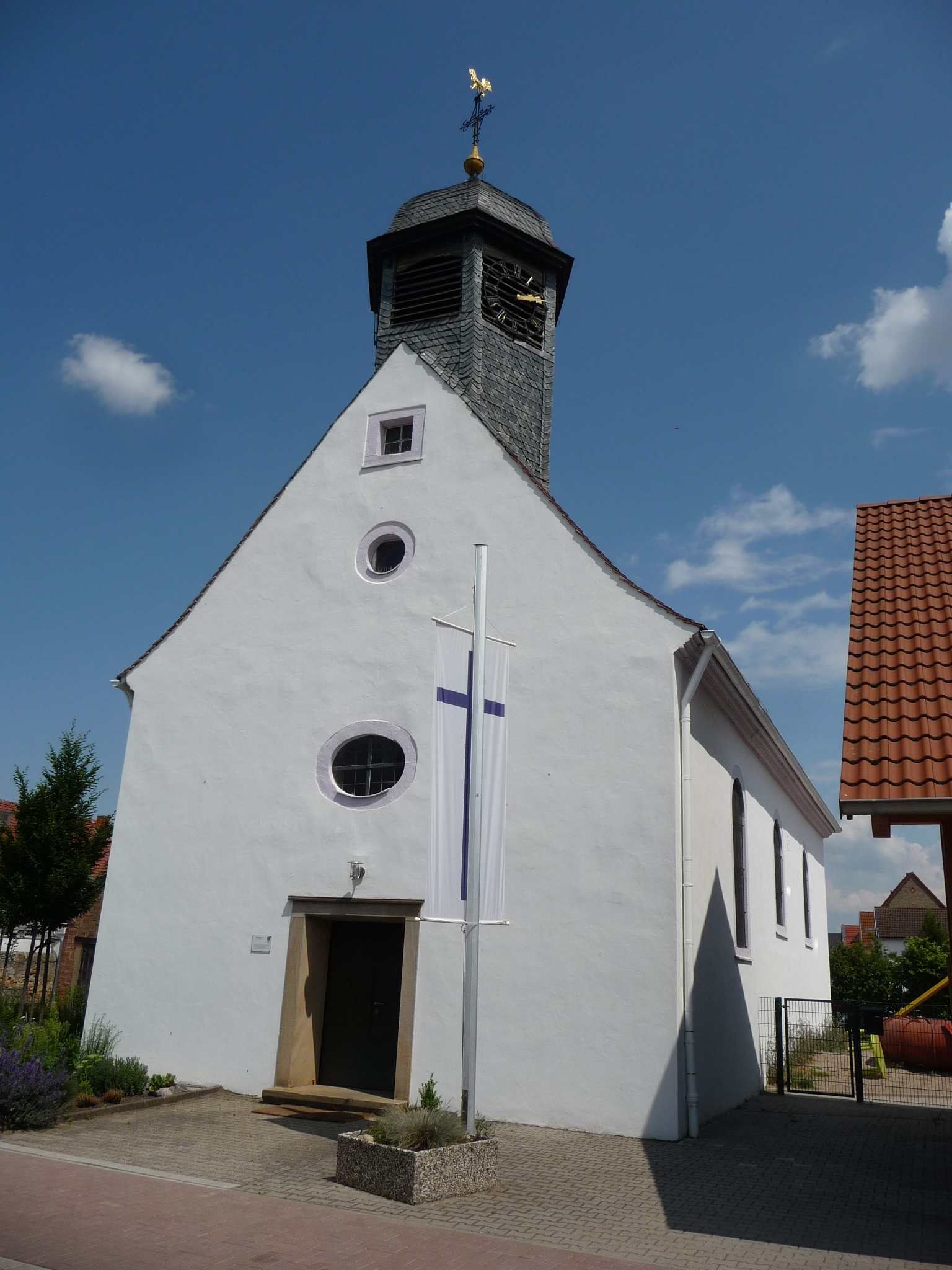